# Championnat de La Réunion de football 1991
Navigation
Édition précédente Édition suivante
Le Championnat de La Réunion de football 1991 est la 42e édition de la compétition. Le championnat est remporté par l'US Stade Tamponnaise.

## Classement
| Rang | Équipe               | Pts | J  | G  | N  | P  | Bp | Bc | Diff |
| ---- | -------------------- | --- | -- | -- | -- | -- | -- | -- | ---- |
| 1    | USS Tamponnaise (C)  | 67  | 26 | 18 | 5  | 3  | 43 | 11 | +32  |
| 2    | CS Saint-Denis       | 67  | 26 | 18 | 5  | 3  | 52 | 13 | +39  |
| 3    | SS Saint-Pauloise    | 64  | 26 | 15 | 8  | 3  | 55 | 22 | +33  |
| 4    | JS Saint-Pierroise   | 59  | 26 | 12 | 9  | 5  | 49 | 24 | +25  |
| 5    | SS Saint-Louisienne  | 56  | 26 | 10 | 10 | 6  | 31 | 25 | +6   |
| 6    | SS Gauloise          | 51  | 26 | 9  | 7  | 10 | 29 | 37 | -8   |
| 7    | US Possession        | 51  | 26 | 8  | 9  | 9  | 26 | 31 | -5   |
| 8    | USSA Léopards        | 50  | 26 | 6  | 12 | 8  | 27 | 27 | 0    |
| 9    | SS Patriote          | 51  | 26 | 6  | 10 | 10 | 28 | 35 | -7   |
| 10   | AS Marsouins         | 48  | 26 | 8  | 6  | 12 | 24 | 42 | -18  |
| 11   | SS Jeanne d'Arc      | 45  | 26 | 4  | 11 | 11 | 15 | 28 | -13  |
| 12   | FC Ouest             | 45  | 26 | 6  | 7  | 13 | 23 | 36 | -13  |
| 13   | US Bénédictine       | 39  | 26 | 4  | 5  | 17 | 19 | 54 | -35  |
| 14   | SS Rivière Sport (P) | 38  | 26 | 4  | 4  | 18 | 19 | 57 | -38  |

|  | Relégation en 2e division |